# Humberto Vasconcelos
José Humberto de Sousa Vasconcelos (São Vicente, Madeira, 4 de março de 1967) é um gestor e político português. Foi presidente da Câmara Municipal de São Vicente, na ilha da Madeira, durante um mandato (2005-2009) e foi entre 2015 e 2023 secretário regional de Agricultura e Desenvolvimento Rural (entre 2015 e 2019 secretário regional de Agricultura e Pescas) no Governo Regional da Madeira.

## Biografia
Nasceu em São Vicente, na costa Norte da ilha da Madeira, a 4 de março de 1967, filho de professores primários. Licenciou-se em Economia pela Universidade Católica de Lisboa, em 1995, e iniciou a sua carreira profissional na administração de empresas na área da saúde.
Em 2005, integrou a lista do Partido Social Democrata (PPD/PSD) para as eleições autárquicas em São Vicente como independente, vindo a tornar-se militante em 2007. Completou apenas um mandato à frente da Câmara Municipal de São Vicente, de 2005 a 2009.
Em setembro de 2013, foi expulso do PPD/PSD após desentendimentos com Alberto João Jardim, líder regional do partido e presidente do Governo Regional na altura. O diferendo terá sido despoletado pelo apoio de Vasconcelos a Miguel Albuquerque contra João Jardim numas eleições internas ao partido, tendo-se agravado com a presença de Vasconcelos no jantar de um movimento político independente de São Vicente.

Antes de chegar a secretário regional de Agricultura e Pescas no governo de Miguel Albuquerque, em abril de 2015, geria uma empresa de gestão de condomínios.